# De canto y baile
| Recensione | Giudizio |
| ---------- | -------- |
| AllMusic   |          |

De canto y baile è un album in studio del gruppo musicale cileno Inti-Illimani, pubblicato nel 1986.

## Descrizione
Questo disco, il cui titolo è stato ispirato dal racconto di Manuel Rojas Canto y baile, contiene musiche composte interamente dalla formazione e così parte delle liriche. In questo album non troviamo quindi, come sempre successo in passato, né brani tradizionali sudamericani, ne canzoni storiche di autori latino-americani. 
Due brani, El vals e Danza de calaluna, sono recuperati tra gli inediti del precedente Imaginación.
Per i testi il gruppo continua a utilizzare poesie di grandi autori sudamericani, tra cui Nicolás Guillén e Aquiles Nazoa, e testi del loro collaboratore abituale, il musicista, scrittore e poeta Patricio Manns.
Entra nel gruppo il polistrumentista Renato Freyggang, proveniente dal gruppo Barroco Andino, che, oltre a suonare quena, flauto traverso e percussioni, porta nelle sonorità del gruppo, fin da questo album, il sassofono, strumento fino ad allora ignorato dal gruppo.
Il testo di Cándidos è ispirato al romanzo L'autunno del patriarca di Gabriel García Márquez, la musica di Mi chiquita risente dell'influenza del pianista cubano Bola de nieve (al secolo Ignacio Jacinto Villa Fernández) molto amato da Horacio Salinas (autore della musica) mentre il titolo dello strumentale Bailando, bailando, un sanjuanito ecuadoriano, viene direttamente dal film Ballando ballando di Ettore Scola.

## Tracce
1. Mi chiquita (Nicolás Guillén, Horacio Salinas) – 5:20
2. Dedicatoria de un libro (Aquiles Nazoa, Horacio Salinas) – 2:38
3. Cantiga de la memoria rota (Patricio Manns, Horacio Salinas) – 5:21
4. Bailando, bailando (Horacio Salinas) – 3:30
5. Cándidos (José Seves) – 4:17
6. El colibrí (José Seves) – 4:59
7. El vals (Horacio Salinas) – 2:18
8. La muerte no va conmigo (Patricio Manns, Horacio Salinas) – 2:15
9. Danza de calaluna (Horacio Salinas) – 4:44

Durata totale: 35:22

## Formazione
- Jorge Coulón
- Max Berrú
- Horacio Salinas
- Horacio Duran
- José Seves
- Marcelo Coulon
- Renato Freyggang

### Collaboratori
- Pedro Cano - copertina